# Бръчко
Бръчко (на босненски: Brčko; на сръбски: Брчко; на хърватски: Brčko) е град в североизточната част на Босна и Херцеговина, административен център на Окръг Бръчко.

## География
Градът е разположен по брега на река Сава в Босненска Посавина. Намира се на 92 метра надморска височина.

## Личности
- Лепа Брена, попфолк певица
- Едвин Канка Чудич, правозащитник
- Петър Джокич, политик
- Младен Босич, политик

## Население
Населението на града през 2008 година е 31 291 души, предимно етнически сърби. През 1991 година населението на града е 41 406 души.
Етнически състав
| Бръчко                |        |
| Година на преброяване | 1991.  |
| Мюсюлмани             | 22.994 |
| Сърби                 | 8.253  |
| Югославяни            | 5.211  |
| Хървати               | 2.894  |
| Други и неопределени  | 2.054  |
| Общо                  | 41.406 |